# Diidrostreptomicina
La diidrostreptomicina è un aminoglicoside, utilizzato come sale solfato, con azione e indicazioni simili a quelle della streptomicina.
Per le sue capacità di ledere il sistema uditivo è ormai raramente impiegata. Viene usata in associazione con altri chemioterapici nella terapia di affezioni intestinali.
La diidrostreptomicina viene somministrata per via intramuscolare in dosi equivalenti a 0,5-1 g di diidrostreptomicina.
Può causare, come tutti gli antibiotici aminoglicosidici, effetti collaterali a livello vestibolare, cocleare e renale. Tali effetti rendono difficile l'uso e la adeguata somministrazione del farmaco; possono comunque essere minimizzati mediante un attento controllo delle concentrazioni plasmatiche.